# American Bobtail
Die American Bobtail ist eine relativ neue Katzenrasse, die in den späten 1960ern entstanden ist. Sie ist wegen ihres kurzen Schwanzes („Bobtail“) bemerkenswert, der nur ein Drittel bis zur Hälfte der Länge eines normalen Katzenschwanzes hat. Dies ist das Ergebnis einer genetischen Mutation, die die Entwicklung des Schwanzes betrifft, ähnlich wie bei der Manx-Katze. Die Katze ist nicht verwandt mit der Japanese Bobtail, trotz des ähnlichen Namens und des ähnlichen Typs. Die Zuchtprogramme sind vollständig unabhängig und das Gen, das die Mutation hervorruft, ist bei beiden Rassen unterschiedlich. Bei der American Bobtail ist das Gen dominant, bei der Japanese Bobtail rezessiv.
Die American Bobtail ist eine sehr stämmige Rasse, die es sowohl in Kurzhaar als auch in Langhaar gibt. Ihr Fell ist eher zottelig als dicht und flauschig. Jede Fell- und Augenfarbe ist erlaubt, der Schwerpunkt bei den Ausstellungstieren liegt aber bei „wilden“ Tabby-Mustern.

## Geschichte
Die Legende berichtet, dass die Bobtails das Ergebnis der Kreuzung einer Hauskatze mit einem Rotluchs sind. Der kurzschwänzige Yodie, der eine Tigerzeichnung hatte, wurde mit einer seal point Siamkatze verpaart und gründete so die ursprüngliche Zuchtlinie der Bobtails. Die meisten der frühen Zuchtlinien sind heute verschwunden. Obwohl dies genetisch möglich ist, ist es eher unwahrscheinlich, da vor allem männliche Hybride zwischen Luchs und Hauskatze höchstwahrscheinlich steril sind. Tatsächlich ist der ungewöhnliche Schwanz das Ergebnis einer spontanen Mutation innerhalb der Population der Hauskatzen oder stammt vom dominanten Manx-Gen ab.
Das ursprüngliche Aussehen dieser Katzenrasse wurde so geändert, dass eine neue und verbesserte Rasse herausgezüchtet wurde, die alle Farben und Haarlängen erlaubt. Kurzhaar ist zum ursprünglich erlaubten Langhaar dazu gekommen. Diese neuen Kurzhaarlinien, die eine sanftere Katze mit den bisherigen wilden äußerlichen Attributen darstellen, könnten in Florida entstanden sein. Die Auskreuzung mit Hauskatzen ist immer noch erlaubt, solange damit der derzeit kleine Genpool gesund gehalten wird. Manx und Japanese Bobtail werden dabei nicht benutzt.
Die Rasse wurde von der TICA 1989 anerkannt. Bei der CFA, der TICA und der ACFA kann die Rasse bei Ausstellungen um Titel konkurrieren.

## Charakter
Auf der Aktivitäts-Skala von 1 (ruhig, gelassen) bis 10 (überaktiv) erreicht die Bobtail 7 bis 8. Die Züchter behaupten, dass die Bobtails spielfreudig, freundlich, aktiv und sehr intelligent sind. American Bobtails haben ein Hunde-ähnliches Verhalten, holen gerne geworfene Dinge zurück und begrüßen ihre Besitzer an der Tür. Sie sind sehr tolerant gegenüber kleinen Kindern, von denen sie sich wie einen Sack Kartoffeln herumtragen lassen.

## Körperliche Merkmale
Bobtails brauchen zwei bis drei Jahre für ihre Entwicklung. Der Körper ist mittellang und stämmig, mit kräftigem Knochenbau. Die Brust ist kräftig und breit. Die Hinterbeine sind höher als die Vorderbeine, die runden Pfoten können zwischen den Zehen Haarbüschel haben.
Der Kopf ist ein breiter Keil ohne flache Ebenen; von der Nase zur Stirn konkav, die Stirn kann erhöht sein. Breite Schnauze ohne Pinch; herausgehobene Schnurrhaarkissen; leicht gebogene breite Nase; vollständiges, starkes Gebiss.
Die Ohren sind mittelgroß, gleich hoch und seitlich gesetzt, mit runden Spitzen, bevorzugt mit Büscheln.
Die mittelweit auseinander stehenden Augen sind fast mandelförmig und leicht zu den Ohren geneigt. Die Augenfarbe harmoniert mit der Fellfarbe.
Das gerade oder gebogene Schwanzende ist sichtbar höher als der Rücken, aber nicht über das Sprunggelenk hinaus, wenn das Tier in Ruhestellung steht.

## Gesundheit
Tiere mit schlechten Hüften oder Rumpies (schwanzlose Bobtails mit verkürztem Rückgrat) sollten aus der Zucht ausgeschlossen werden, da sie im Allgemeinen erhöhte Gesundheitsprobleme mit sich bringen.

## Qualzuchtdiskurs
Entgegen der ebenso kurzschwänzigen Katzenzüchtungen Manx und  Cymric wurde die Züchtung American Bobtail im Gutachten
zur Auslegung von § 11b des Tierschutzgesetzes 1999 nicht allgemein als Qualzucht definiert.
Seitdem mehren sich jedoch die Stimmen von Tiermedizinern und Tierschutzverbänden, die generell jede Art von gezüchteter Kurzschwänzigkeit als Qualzucht einstufen, da den Tieren durch die Zucht Leid zugefügt wird. Das Leiden manifestiert sich unabhängig von gesundheitlichen Beschwerden in der starken Einschränkung von Kommunikationsfähigkeit und Beweglichkeit schwanzloser Züchtungen.